# Naru (Sape)
Naru is een bestuurslaag in het regentschap Bima van de provincie West-Nusa Tenggara, Indonesië. Naru telt 3419 inwoners (volkstelling 2010).